# Poecilopharis bouruensis
Poecilopharis bouruensis är en skalbaggsart som beskrevs av Wallace 1867. Poecilopharis bouruensis ingår i släktet Poecilopharis och familjen Cetoniidae. Utöver nominatformen finns också underarten P. b. laevipennis.